# Katakombe

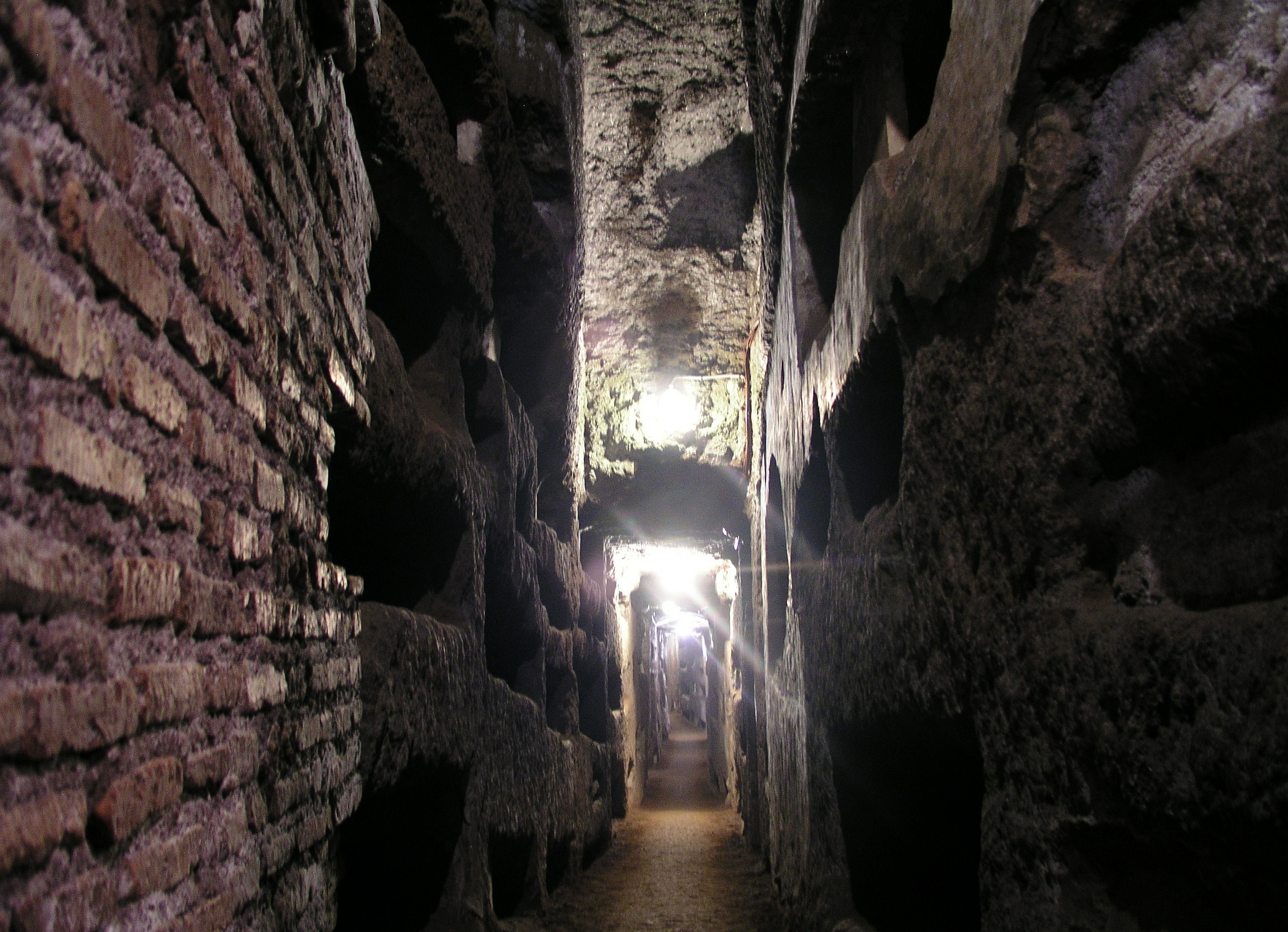
Domitilla-Katakomben in Rom mit in den Fels gehauenen Grabkammern

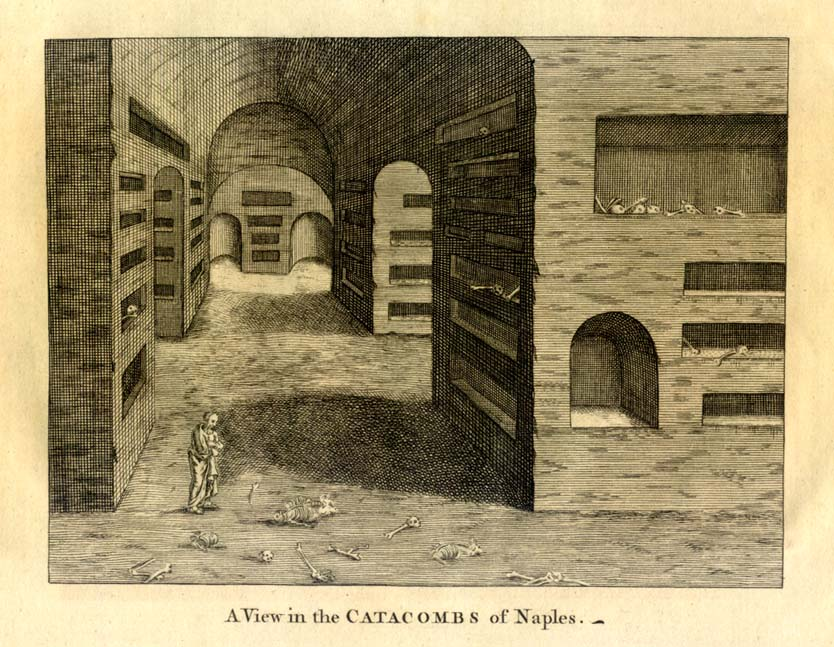
Katakomben von Neapel (Darstellung aus dem 18. Jh.)

Katakomben sind unterirdische Gewölbekomplexe, die der Bestattung von Toten dienen. Sie können eine Ausdehnung von mehreren Kilometern erreichen. Die Bezeichnung leitet sich vom römischen Flurnamen ad catacumbas für einen Tuff-Steinbruch an der Via Appia an der Stelle der Kirche San Sebastiano fuori le mura ab, der von griechisch κατά kata ‚herab‘ und τύμβος tymbos ‚Grab‘ herrührt (cata tumbas wurde zu catacumbae).
Im heutigen Sprachgebrauch werden auch andere tief in inneren oder unterirdischen Bereichen moderner Gebäude gelegene Räume als Katakomben bezeichnet, z. B. die Mannschaftskabinen in großen Sportarenen.

## Nutzungen
Katakomben sind unterirdische Begräbnisstätten mit oft weitverzweigten Stockwerken mit einzelnen aus der Wand gehauenen Senkgräbern oder Grabkammern für mehrere Tote. Mitunter wurden aus Platzgründen auch Nischen in die Gänge eingearbeitet. In der Regel wurden die Toten jedoch nicht direkt dort beigesetzt wie in einer Gruft, sondern die Gebeine aus den Friedhöfen exhumiert und in die Katakomben überführt, welche somit die Funktion eines Beinhauses übernahmen. Die Katakomben in Rom sollen verfolgten Christen zwischen dem 2. und 4. Jahrhundert als Zufluchtsstätten gedient haben.
Entgegen dieser von einschlägigen Romanen und Filmen herrührenden Vorstellung wurde durch Forschungen inzwischen festgestellt, dass die Katakomben fast nie für christliche Versammlungen oder gar als Verstecke genutzt wurden. Ihr Entstehen ist ganz einfach darin begründet, dass im Römischen Reich innerhalb der Stadtmauern keine Erdbestattungen stattfinden durften und Feuerbestattungen der damaligen christlichen Glaubensauffassung widersprachen. Daher wurden im Lauf der Zeit von befreundeten römischen Familien den Christen zur Verfügung gestellte Grabstätten unterirdisch erweitert und ausgebaut, wobei die Anlage in weichem Vulkantuff-Gestein dem Ausbau entgegenkam. Heute sind beispielsweise in der Calixtus-Katakombe an der Via Appia antica in Rom ungefähr 20 Kilometer Gänge und Räume bekannt.

## Bedeutende klassische Orte
Neben den mehr als 60 Katakomben in Rom gehören die von Syrakus zu den bekanntesten. Weitere Katakomben befinden sich auf der griechischen Insel Milos und in Neapel die San-Gaudioso-Katakomben sowie die folgenden:
- Katakomben von Odessa (2500 km langes Steinbruch-Tunnelsystem)
- Katakomben von Paris (Beinhaus ab dem späten 18. Jahrhundert)
- Katakomben des Wiener Stephansdoms (Gruft für Geistliche und Herzöge)
- Kapuzinergruft (Palermo) (Gruftanlage)